# قطار کابلی دوکوئسن
قطار کابلی دوکوئسن (انگلیسی: Duquesne Incline) در نزدیکی جنوب پیتسبورگ و در همسایگی کوه واشینگتن در ایالت پنسیلوانیا ایالات متحده آمریکا قرار دارد. این قطار کابلی توسط ساموئل دیس‌چر طراحی شده‌است، ساخت آن در سال ۱۸۷۷ تکمیل شد، برآورد برای طراحی نصب قطار در مسافتی به طول ۲۴۴ متر و ارتفاع۱۲۲ متر و با شیب ۳۰ درجه‌ای غیرعادی به نظر می‌رسد.

## تاریخچه
در اواخر قرن نوزدهم و عصر ماشین بخار، قطار دوکوئسن ساخته شد تا با انرژی بخار به بالا و پایین کوه واشینگتن برود. بعداً برای مسافران مورد استفاده قرار گرفت، اما از آنجا که شهروندان برای رفت و برگشت به بالای کوه خسته می‌شدند. قطار دوکوئسن قوی تر شد تا مسیر بالا تا پایین کوه واشینگتن را طی کند. اما با ساخته شدن جاده‌های دیگر بر روی تپه «زغال سنگ» اغلب شیب‌های زیاد گرفته شد؛ و در اواخر دهه ۱۹۶۰، فقط شیب مونون‌گاهلا و شیب دوکوئسن باقی ماندند.